# 塔蓝山猪笼草
塔蓝山猪笼草（学名：Nepenthes talangensis）是苏门答腊特有的热带食虫植物。其生长于海拔1800米至2500米的高地山地森林中。
其种加词“talangensis”来源于塔蓝山的名称及拉丁文词尾“-ensis”，意为“来自塔蓝山”。

## 植物学史

### 早期标本
虽然H·A·B·布尼梅亚（H. A. B. Bünnemeijer）早在1918年就采集到了塔蓝山猪笼草，但直到20世纪末其才被认定是一个独立的物种。期间，H·A·B·布尼梅亚在塔蓝山采集了三份标本。“Bünnemeijer 5398”标本系采集于1918年11月2日，海拔2200米的地区。其存放于茂物植物园植物标本馆中（BO）和荷兰国家植物标本馆（L），所有的标本都无花序。同一天，H·A·B·布尼梅亚也在海拔2400米的地区采集了编号为“Bünnemeijer 5397”的标本。其存放于茂物植物园植物标本馆，也无花序。

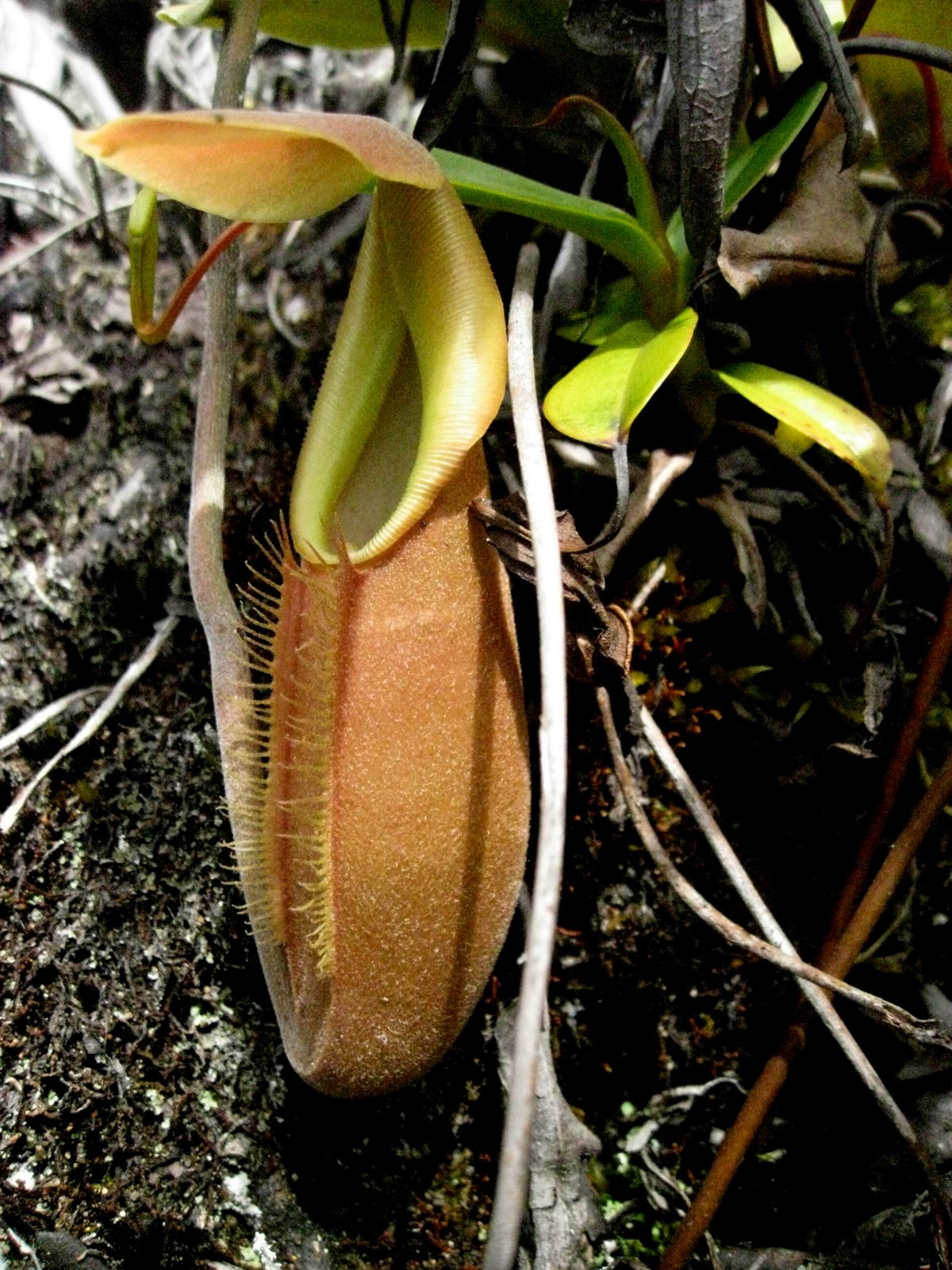
塔蓝山猪笼草在很长一段时间与邦苏猪笼草相互混淆，图为笼盖刚打开的邦苏猪笼草下位笼

1918年11月7日，“Bünnemeijer 5521”（或“Bünnemeijer 2552”）号标本被采集于塔蓝山2500米的地区。其存放于茂物植物园植物标本馆（含雄性和雌性花序）和荷兰国家植物标本馆（含雌性花序；sheet H.L.B. 822.60.920）。1918年11月16日，H·A·B·布尼梅亚在甘柏山（Bukit Gombak）海拔2330米处采集了第四份塔蓝山猪笼草的标本。该标本编号为“Bünnemeijer 5748 bis”（或“Bünnemeijer 6740”），存放于茂物植物园植物标本馆，不含花序。同一天还采集到了已知最早的无刺猪笼草（N. inermis）标本。

### 分类混乱
塔蓝山猪笼草曾多次与邦苏猪笼草（N. bongso）相互混淆。在B·H·丹瑟1928年的开创性专著《荷屬東印度群島的豬籠草科植物》中，他将邦苏猪笼草、卵形猪笼草（N. ovata）和塔蓝山猪笼草统一归入邦苏猪笼草。仓田重夫在1973年的一期《新加坡植物园公报》（The Gardens' Bulletin Singapore）中也做了相同的处理。1990年的一期《食虫植物通讯》中，迈克·霍普金斯（Mike Hopkins）、里基·毛德（Ricky Maulder）和布鲁斯·萨蒙（Bruce Salmon）第一次发表了两张塔蓝山猪笼草的彩色照片，不过其又被错误的鉴定为邦苏猪笼草。
1986年，约阿希姆·那兹在塔蓝山对塔蓝山猪笼草进行了实地考察，并采集了标本：“Nerz 2501”号标本包含一个具捕虫笼和花序的短攀援茎；“Nerz 2502”号标本包含一个具叶片和捕虫笼的短攀援茎，保存于酒精中；“Nerz 2503”号标本为一个具叶片和捕虫笼的莲座状植株。这三份标本都采集于1986年9月6日海拔2200米的地区，存放于荷兰国家植物标本馆中。
1993年，德维特夫妇（DeWitte）对欣佳浪山邦苏猪笼草的考察显示，塔蓝山猪笼草与邦苏猪笼草几乎不可能是同一个物种。为了证实这一点并为其正式描述做准备，约阿希姆·那兹和安德烈亚斯·维斯图巴研究了这两个类群的标本，包括编号为“Bünnemeijer 5398”、“Bünnemeijer 5521”和“Bünnemeijer 5748 bis”的塔蓝山猪笼草标本，以及采自默拉皮火山（Korthals s.n.，模式标本）和欣佳浪山（Beccari 268）的邦苏猪笼草标本。最终，约阿希姆·那兹和安德烈亚斯·维斯图巴在1994年12月的一期《食虫植物通讯》上发表了塔蓝山猪笼草的正式描述。他们将编号为“Nerz 2501”的标本指定为模式标本。
马修·杰布和马丁·奇克在他们1997年的专著《猪笼草属（猪笼草科）的框架性修订》中仍认为塔蓝山猪笼草是邦苏猪笼草的同物异名。并且在他们2001年的专著《猪笼草科》中也保留了这样的处理，其写道：
|  | 在苏门答腊中部的每一座山峰似乎都存在着邦一种苏猪笼草的轻型变种，我们已采用了相当宽泛的物种定义。采自塔蓝山的标本已被描述为塔蓝山猪笼草，根据我们所看过的照片这也许是值得肯定的。但是我们还没有查看过模式标本，在此期间仍先把它当作是邦苏猪笼草的同物异名。 |

约阿希姆·那兹和安德烈亚斯·维斯图巴并不赞同这一处理。查尔斯·克拉克在他2001年的《苏门答腊岛与西马来西亚的猪笼草》中将塔蓝山猪笼草提升为物种。斯图尔特·麦克弗森2009年的专著《旧大陆的猪笼草》中也作出了相同的处理，将其列为一个独立的物种。
尽管关于邦苏猪笼草和塔蓝山猪笼草的分类混乱，但通过它们差别巨大的捕虫笼仍可非常容易的将这两个物种区分开来。

### 四倍体
三尾和久在2006年7月的《食虫植物研究会杂志》中报道其发现了一个四倍体塔蓝山猪笼草的新种群。

### 研究价值
2009年的一项关于捕获猎物对光合效率的影响的研究中使用了塔蓝山猪笼草，其刊登于《植物学纪事》（Annals of Botany）。次年，同一团队还对禁止捕食的塔蓝山猪笼草进行了施肥对光合作用影响的研究。

## 形态特征
塔蓝山猪笼草为藤本植物，可攀爬至3米处。茎呈圆柱形至三棱柱形，直径可达0.5厘米，节间距可达10厘米。茎可分支，为黄绿色。
塔蓝山猪笼草的叶片革质，无柄。其形状多变，可为线形、披针形或略呈匙形，可长达16厘米，宽至3厘米。叶尖为急尖或钝尖，叶基渐狭，抱茎。中脉的两侧各有2至3条纵脉。羽状脉呈不规则的网状。笼蔓可长达30厘米。叶片为深绿色，中脉和笼蔓为黄绿色。
塔蓝山猪笼草的下位笼通体为卵形，或上半部为卵形，下半部为漏斗形。唇下通常缩窄。下位笼可高达10厘米，宽至6厘米。腹面的笼翼可宽达10毫米，翼须可长达8毫米，偶尔笼翼缩小消失。笼口为圆形，前三分之二水平，后部拉成形成短唇颈。唇平展，大幅度的向外翻卷，可宽达15毫米。唇肋可高达0.8毫米，间距可达1毫米。唇内缘的唇齿明显，可长达3毫米。唇内缘部分约占截面表面总长度的78%。唇颈处的两排唇齿平行排列。下位笼的内表面完全覆满了腺体，无蜡质区。笼盖为卵形至椭圆形，基部为心形。其可长达6厘米，宽至5厘米。下表面无附属物。笼盖基部后方具一根扁平的笼蔓尾，可长达5毫米，分叉或不分叉。塔蓝山猪笼草的下位笼通常为浅黄色至橄榄绿色，并具有红色或紫色的斑点。其内表面为浅黄色。笼盖刚打开的下位笼，其唇一般为黄色或橙色，成熟之后变为暗红色至紫色。笼盖的上表面通常为黄色，并具有橙色至紫色的斑点，其下表面可能完全为红色，但不是普遍现象。
塔蓝山猪笼草的上位笼通体为漏斗形，或上半部为窄漏斗形，下半部膨大。唇下缩窄。其可高达12厘米，宽至6厘米。笼翼在靠近笼口处的可能略微发达，也可能整体缩小为一对隆起。唇可宽达24毫米，并和下位笼一样向外翻卷。其他形态特征类似于下位笼。上位笼的颜色也与下位笼类似，但通常较浅。
塔蓝山猪笼草的花序为总状花序，可长达14厘米，总花梗可长达5厘米，花序轴可长达9厘米。每个花梗带一朵花，其可长达10毫米。花被片为椭圆形，其可长达4毫米。雌性花序与雄性花序的结构类似。
塔蓝山猪笼草植株的大部分都覆盖着稀疏但持久性的白色毛被。捕虫笼上的毛被非常稀疏以至于看起来好像无毛被。叶片的边缘具红色、棕色或白色的毛被，其可长达3毫米。
尚未发现塔蓝山猪笼草的任何变种或变型。

## 生态关系

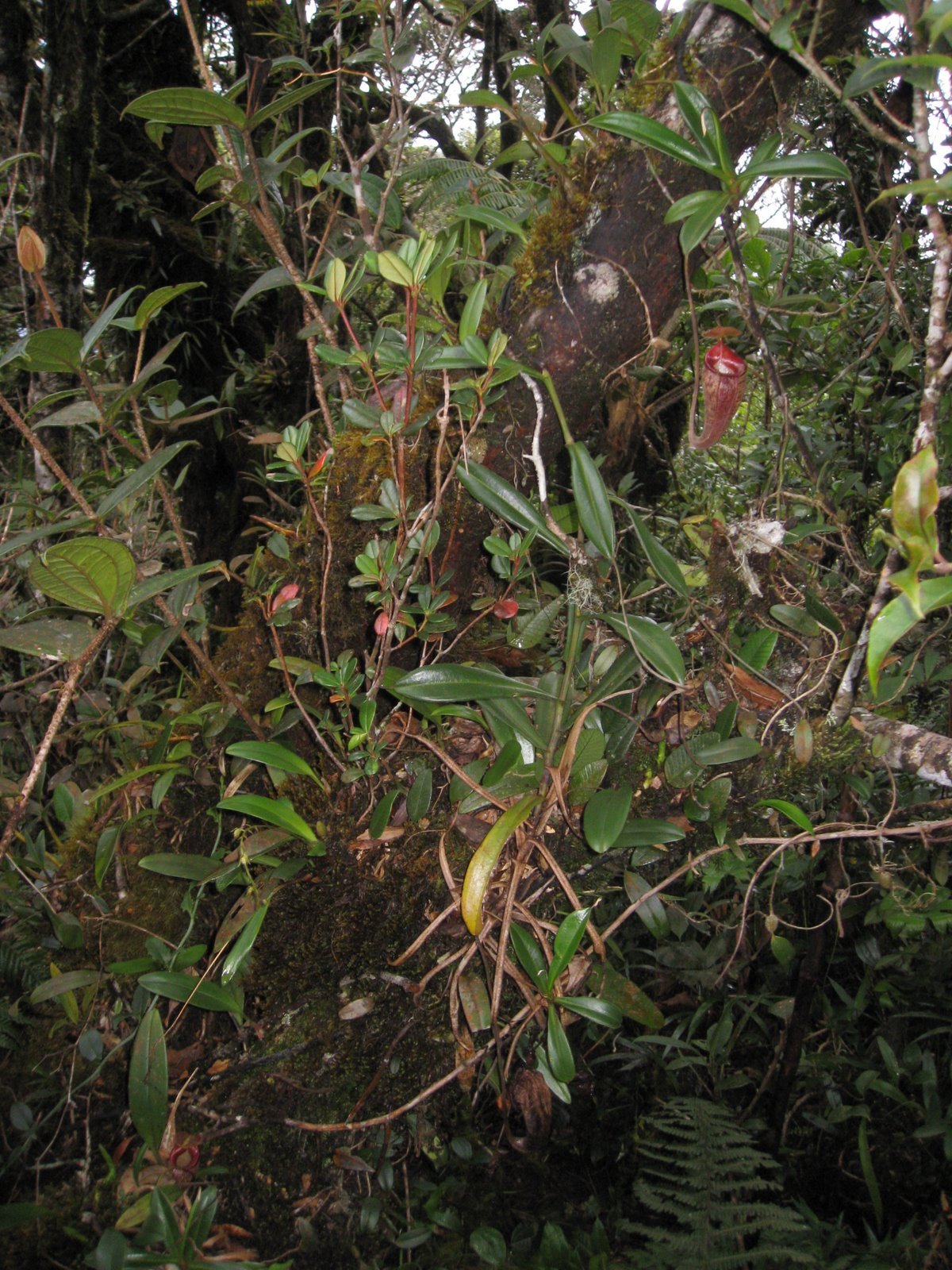
生长于高地山地苔藓森林中的塔蓝山猪笼草

虽然塔蓝山猪笼草曾被认为是印度尼西亚西苏门答腊省的塔蓝山特有的热带食虫植物。但实际上其不仅存在于塔蓝山，在附近的甘柏山上也发现了塔蓝山猪笼草。尽管约阿希姆·那兹和安德烈亚斯·维斯图巴在他们对塔蓝山猪笼草的正式描述中写道塔蓝山猪笼草仅存在于海拔2200米以上的地区，但实际上其海拔分布范围更为宽广，为1800米至2500米之间。
塔蓝山猪笼草的模式产地为高地山地苔藓森林，几乎所有的塔蓝山猪笼草都陆生，极少数附生。其生长于茂密的树林下的阴暗环境中，或生长于矮小灌木丛中开阔且阳光充足的环境中。塔蓝山猪笼草的最低分布海拔为1800米，在此其与裸瓶猪笼草（N. gymnamphora）和无刺猪笼草同域分布于茂密的苔藓森林中。邦苏猪笼草也分布于塔蓝山，但塔蓝山猪笼草很少与邦苏猪笼草同域分布。这是因为这两个物种占据了不同的生态位：邦苏猪笼草通常附生于低地山地森林中，而塔蓝山猪笼草通常陆生于高地山地森林中。已发现了三种关于塔蓝山猪笼草的自然杂交种。
根据2000年的评估，塔蓝山猪笼草已被列入《世界自然保护联盟濒危物种红色名录》中，保护状况为濒危。在查尔斯·克拉克2001年根据世界自然保护联盟的标准作出的非正式评估中也将其列为了濒危物种。由于该物种仅存在于一个单一的地区，那么其通常会被归入极度濒危的范畴内。
斯图尔特·麦克弗森在其2009年的专著中认为该物种“并没有受到严重的威胁”，并将其尚存的野外分布形容为“广阔的”。尽管塔蓝山出现了包括火山爆发在内的火山活动，但塔蓝山猪笼草的大量种群仍存在于此。由于塔蓝山的火山活动，这地区已人迹罕至，也不是开发的主要对象。

## 食虫性

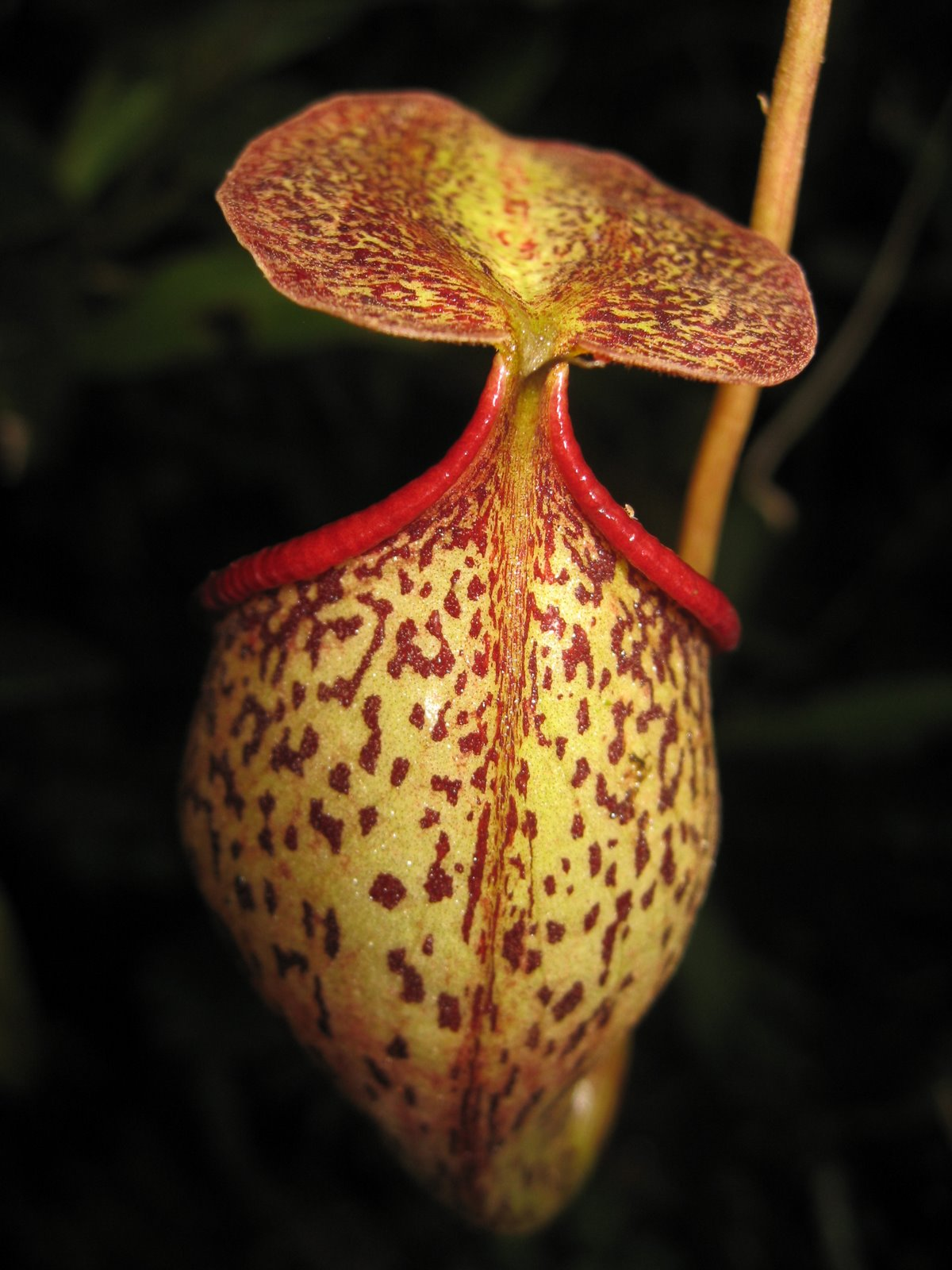
塔蓝山猪笼草的唇大幅度的向外翻卷，仅向外展开了几毫米

塔蓝山猪笼草捕虫笼中的消化液及其黏稠，并在捕虫笼的内表面上形成一层薄膜。至少部分的上位笼已发展出了利用黏稠的内表面来捕捉飞虫的功能。
其他七种苏门答腊的猪笼草与之存在着密切的近缘关系：马兜铃猪笼草（N. aristolochioides）、疑惑猪笼草（N. dubia）、杏黄猪笼草（N. flava）、无刺猪笼草、贾桂琳猪笼草（N. jacquelineae）、马桶猪笼草（N. jamban）和细猪笼草（N. tenuis）的捕虫笼中也皆具有类似的黏稠消化液。加上塔蓝山猪笼草，这些物种都具漏斗形的捕虫笼，且其内表面几乎都完全覆盖着腺体。

## 相关物种
虽然塔蓝山猪笼草与邦苏猪笼草长期以来相混淆，但实际上它们之间存在着明显的区别，塔蓝山猪笼草的唇大幅度的向外翻卷，叶片较小，且边缘具毛须。邦苏猪笼草下位笼的上半部为圆柱形，且对应的内表面无腺体，而塔蓝山猪笼草的下位笼无圆柱形的部分，且整个内表面都覆满了腺体。此外，塔蓝山猪笼草的叶片末端为急尖至钝尖，笼蔓从末端伸出，而邦苏猪笼草的叶片末端浑圆，笼蔓与叶片的衔接处通常略呈盾形。
塔蓝山猪笼草上位笼的形状也可能让人联想到别的物种，如艾玛猪笼草（N. eymae）、杏黄猪笼草、无刺猪笼草、皮托庞猪笼草（N. pitopangii）和细猪笼草。但塔蓝山猪笼草与这些物种的区别在于其宽大的笼盖无附属物，且唇大幅度的向外翻卷，唇肋和唇齿明显。塔蓝山猪笼草的捕虫笼也与马桶猪笼草有几分相似，但其笼口和笼盖都较宽。
马兜铃猪笼草被认为是与塔蓝山猪笼草近缘关系最密切的物种。这两个物种叶片的结构非常的相似，但它们的捕虫笼却有很大的区别，马兜铃猪笼草的捕虫笼为独特的拱顶形，且笼口几乎垂直。
在塔蓝山猪笼草的正式描述中，约阿希姆·那兹和安德烈亚斯·维斯图巴将其与邦苏猪笼草、疑惑猪笼草和细猪笼草进行了对比。他们基于上位笼的形状、笼盖的形状及上位笼的长宽比来进行区别。塔蓝山猪笼草上位笼的长宽比为2.3；长于细猪笼草的1.75及疑惑猪笼草的1.9；短于邦苏猪笼草的3.3。

## 自然杂交种

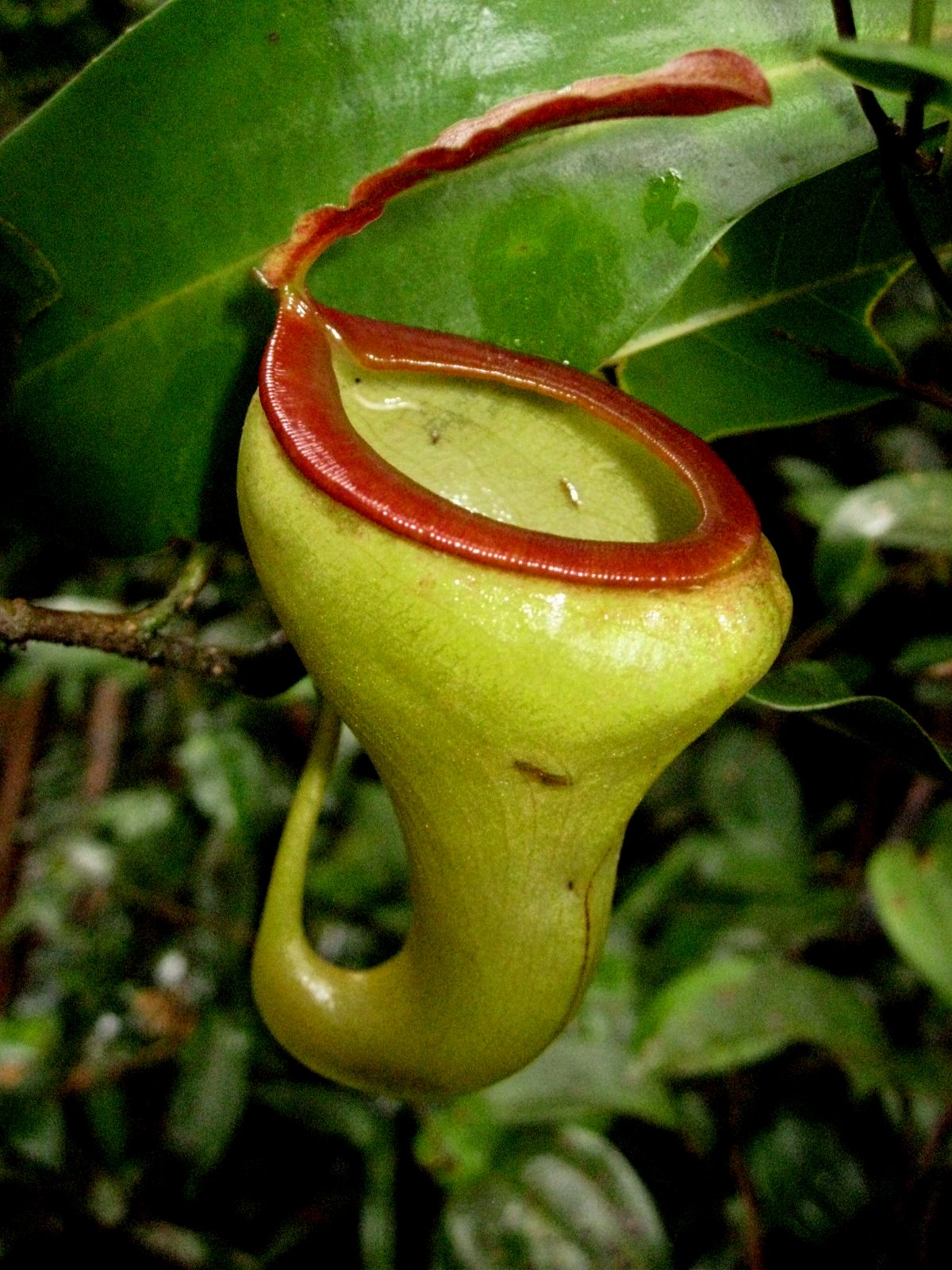
梨形猪笼草的上位笼

已发现了三种关于塔蓝山猪笼草的自然杂交种，其亲本包括邦苏猪笼草、裸瓶猪笼草和无刺猪笼草。

### 梨形猪笼草
无刺猪笼草与塔蓝山猪笼草在塔蓝山的高海拔山坡上同域分布，它们的自然杂交种即存在于此。由于塔蓝山猪笼草在1994年才被描述为一个独立的物种，所以一些早年的文献中都将这个杂交种标记为邦苏猪笼草与无刺猪笼草的自然杂交种（N. bongso × N. inermis）。
该自然杂交种与疑惑猪笼草很相似，它们的区别在于其笼盖较宽，且打开的幅度不会超过90度。此外，无刺猪笼草与塔蓝山猪笼草的自然杂交种笼口的基部向上拉伸，而不是水平的。
过去无刺猪笼草与塔蓝山猪笼草的自然杂交种的分类也很混乱。在仓田重夫1973年的文章《婆罗洲、新加坡及苏门答腊的猪笼草》（Nepenthes of Borneo, Singapore, and Sumatra）中，他错误的将该杂交种的标本标记疑惑猪笼草的杂交种。1997年，马修·杰布和马丁·奇克在他们的专著《猪笼草属（猪笼草科）的框架性修订》中提到了一种采自塔蓝山的疑惑猪笼草标本（Kurata s.n. SING）。查尔斯·克拉克后来证实该标本实为无刺猪笼草与塔蓝山猪笼草的自然杂交种。
2001年，仓田重夫又将该杂交种描述为一个新的物种——梨形猪笼草（N. pyriformis）。查尔斯·克拉克在其同年出版的专著《苏门答腊岛与西马来西亚的猪笼草》中拒绝这一观点。他发现梨形猪笼草的模式标本，即“Kurata & Mikil 4230 NDC”号标本，“在多方面”与无刺猪笼草与塔蓝山猪笼草的自然杂交种的形态特征相符合。

## 扩展阅读
- 食虫植物照片搜寻引擎中塔蓝山猪笼草的照片 （页面存档备份，存于）

 维基共享资源上的相關多媒體資源：塔蓝山猪笼草
 維基物種上的相關：塔蓝山猪笼草